# Cryptocarya caesia
Cryptocarya caesia är en lagerväxtart som beskrevs av Carl Ludwig von Blume. Cryptocarya caesia ingår i släktet Cryptocarya och familjen lagerväxter. Inga underarter finns listade i Catalogue of Life.